# Sophie Charlotte zu Mecklenburg-Strelitz

Herzogin (Sophie) Charlotte zu Mecklenburg, spätere Königin von Großbritannien und Irland

Sophie Charlotte, Herzogin zu Mecklenburg [-Strelitz] (* 19. Mai 1744 in Mirow; † 17. November 1818 im Kew Palace in den Royal Botanic Gardens) war eine deutsche Prinzessin, die durch die Heirat mit König Georg III. als Königin Charlotte zur Königin von Großbritannien und von Irland (seit 1801 vom Vereinigten Königreich Großbritannien und Irland) sowie Kurfürstin von Braunschweig-Lüneburg und später Königin von Hannover wurde.

## Leben

### Herkunft und Jugend

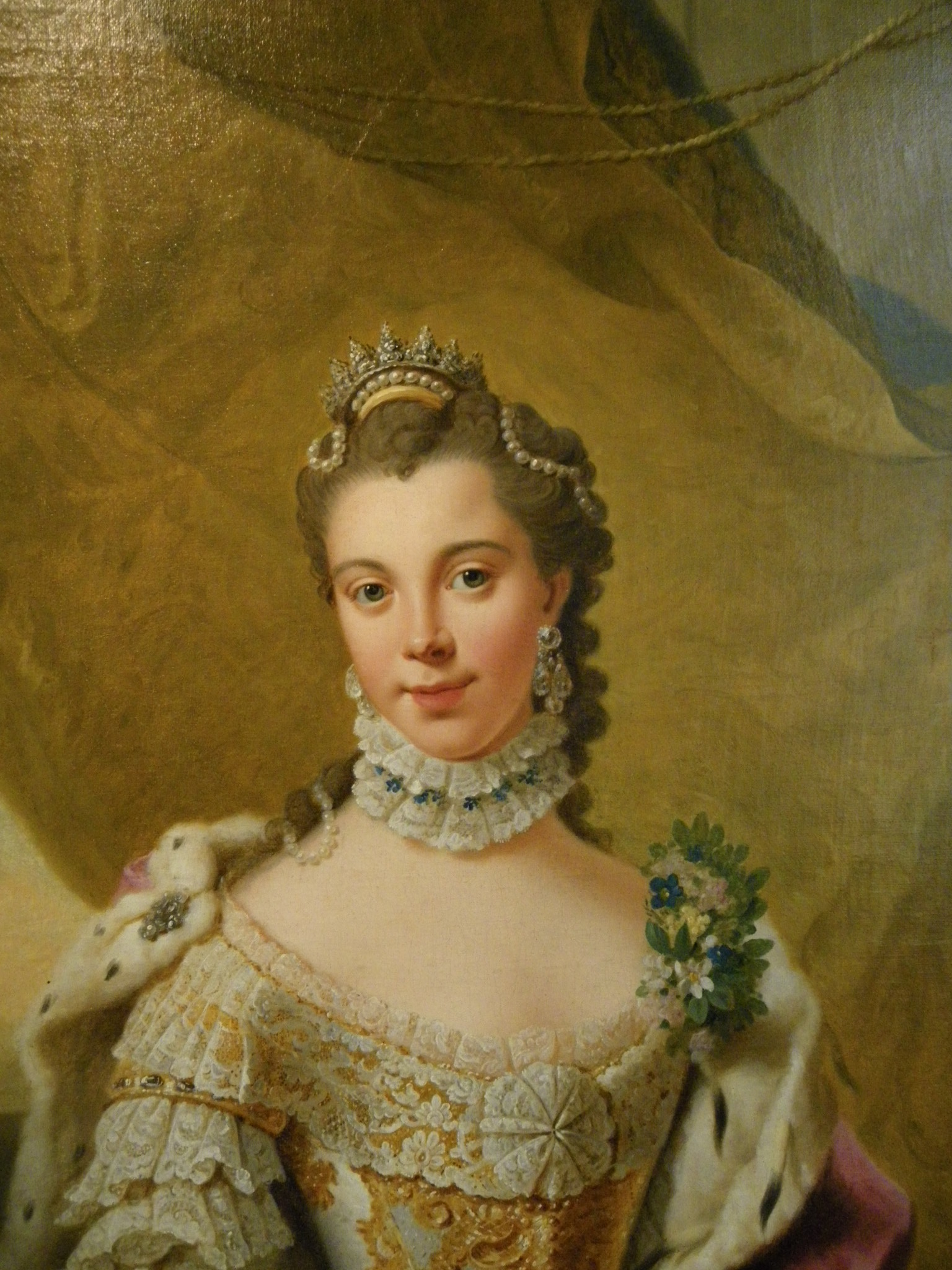
Sophie Charlotte, Herzogin zu Mecklenburg [-Strelitz] (1744–1818). Gemälde nach Johann Georg Ziesenis der Jüngere

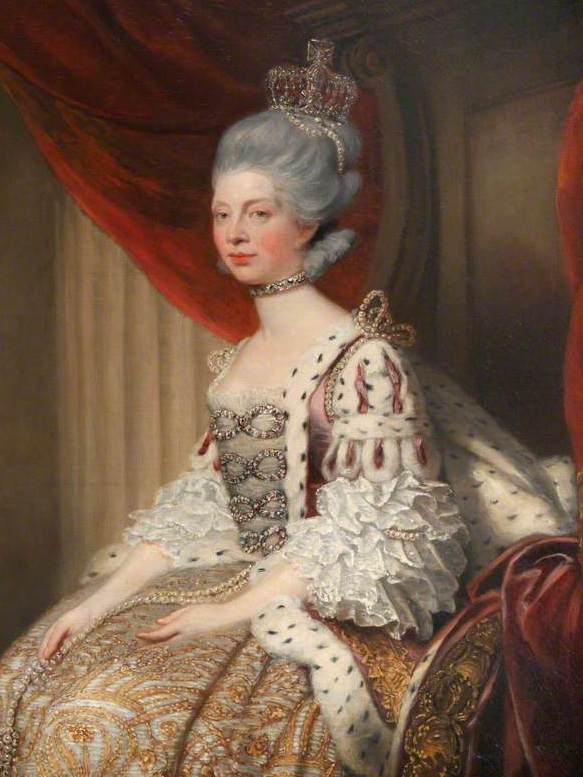
Porträt der Königin Charlotte. Joshua Reynolds, 1779

(Sophie) Charlotte war eine Tochter von Herzog Karl (Ludwig Friedrich) zu Mecklenburg – eines in Mirow apanagierten Prinzen und jüngeren Halbbruders des in Mecklenburg-Strelitz regierenden Herzogs Adolf Friedrich III. – und dessen Frau Elisabeth Albertine, geb. Prinzessin von Sachsen-Hildburghausen, einer entfernten Cousine der Mutter Georgs III., Augusta von Sachsen-Gotha.
Ihr Bruder Adolf Friedrich (IV.) erbte 1752 das (Teil-)Herzogtum Mecklenburg-Strelitz und die Familie zog von Mirow nach Neustrelitz. Charlotte erhielt eine vorzügliche Ausbildung. Unter ihren Lehrern befand sich auch die Dichterin Friderike Elisabeth von Grabow, genannt die „Sappho von Deutschland“. Charlotte beherrschte bald mehrere Sprachen und wurde in naturwissenschaftlichen, musischen und hauswirtschaftlichen Fächern gleichermaßen ausgebildet. Zudem war sie eine geistvolle Briefschreiberin. Ein fiktiver Brief an den preußischen König, in dem sie sich über das Betragen der preußischen Armee in Mecklenburg beschwerte, erlangte Berühmtheit, wurde gedruckt und gelangte so nach England, wodurch Prinz Georg auf die Prinzessin aufmerksam wurde. Ein solcher Brief wurde in Archiven jedoch niemals aufgefunden und gilt heute als PR-Aktion aus dem Umfeld der britischen Krone.
Im Juli 1761 wird Sophie Charlotte – in diesem Monat des Jahres 1761 noch Prinzessin zu Mecklenburg-Strelitz – in einem Bericht, der an den französischen Staatsmann Etienne–François de Choiseul d' Amboise gerichtet war, wie folgt charakterisiert:

„[Sie] ist eine ziemlich liebenswerte Person. Ihre Ausbildung ist völlig zu vernachlässigen. Ihr Geist ist einfach und ohne Eskapaden. Sie hat ein gutes Herz ... Ihr Wesen ist obwohl sanft nicht gleichgültig ... Sie ist großzügig und hat keine Ahnung vom Wert des Geldes. Sie ist schüchtern in der Fremde, aber sie spricht sehr viel, wenn sie von Menschen umgeben ist, die sie kennt ... Sie spricht ein schlechtes Französisch, aber immerhin sie spricht es. Ihre Haltung hat nichts Majestätisches, aber das ist nicht der springende Punkt. Sie ist zu Freundschaften fähig, und zu Bindungen an Personen, die sich an sie binden. Sie ist kein bisschen belesen, sie hat überhaupt keine Kenntnisse und sie wurde ohne jeden Prunk erzogen, in der Einfachheit eines kleinen Hofes. Sie hat überhaupt keine Vorstellung von Politik, und keine Idee von Intrigen oder den Interessen der Fürsten.“

Earl Harcourt, der britische Gesandte, bat stellvertretend für König Georg III. um die Hand der Prinzessin und handelte mit Charlottes Mutter, die zu dieser Zeit bereits im Sterben lag, den Ehevertrag aus, der am 15. August 1761 unterschrieben wurde.
Am 17. August verließ Charlotte ihre Heimat und reiste über Hannover nach Stade, wo sie an Bord der königlichen Yacht ging. Während der Überfahrt nach England übte sie auf ihrem Cembalo „God save the King“, während alle ihre Reisebegleiter mit der Seekrankheit kämpften. Am 8. September 1761 erreichte sie den St. James-Palast, wo sie ihrem Gatten zum ersten Mal gegenüberstand. Schon am selben Abend fand in der königlichen Kapelle die offizielle Vermählung statt.

### Königin

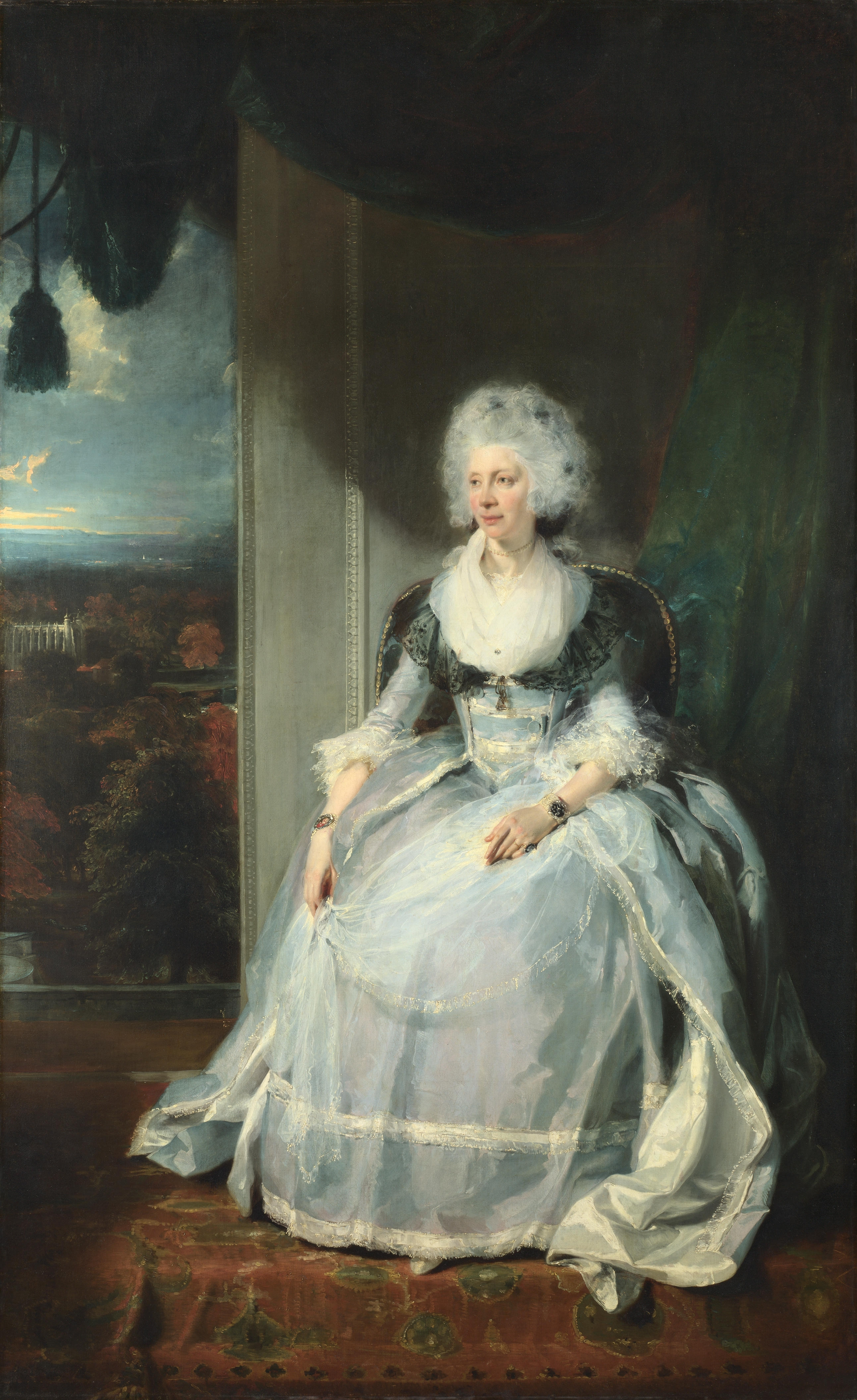
Porträt der Königin Charlotte. Thomas Lawrence, 1789–1790

Schon früh war festzustellen, dass sich die Ehe gut anließ und beide Partner glücklich schienen. Bei einem Theaterbesuch kurz nach der Hochzeit drängte sich die Menge derart begeistert an die königliche Kutsche, dass vier Menschen dabei zu Tode gequetscht wurden.

Charlottes Wappen als Königin

Am 22. September 1761 wurden die 17-jährige Charlotte und ihr sechs Jahre älterer Mann gekrönt. Die junge Königin machte rasch Fortschritte im Erlernen der englischen Sprache, liebte das Kartenspiel, Ausritte zu Pferd und mochte es, die Hofgesellschaft mit Gesang und Cembalo zu unterhalten. Am 12. August 1762 gebar sie den Thronfolger, dem noch weitere vierzehn Kinder folgen sollten, zwei davon verstarben noch im Kindesalter.
Die königliche Familie lebte ein nahezu bürgerliches, einfaches und unkompliziertes Alltagsleben. König und Königin kümmerten sich intensiv um die Erziehung der Kinder. Charlotte zeigte großes Interesse am Ausbau der königlichen botanischen Gartenanlage in Kew. Ihre frühere Ausbildung bei dem lutherischen Theologen Gottlob Burchard Genzmer u. a. in Naturphilosophie, Mineralogie und Botanik kam ihr hierbei zugute. Für ihre Verdienste um die Botanischen Gärten wurde ihr später vom britischen Volk der Ehrentitel „Queen of Botany“ verliehen. Kew Gardens zählt zu den schönsten Gärten Großbritanniens, was auch dem Einfluss von Königin Charlotte zugeschrieben wird.
1811 erlitt König Georg III., der schon früher phasenweise wegen psychischer Krankheitssymptome regierungsunfähig gewesen war, einen Rückfall, von dem er sich nicht mehr erholte. Er erblindete und war für den Rest seines Lebens vollkommen geistig verwirrt, die Aufsicht über die Person des Königs oblag bis zu ihrem Tod Charlotte. Das Paar lebte zurückgezogen in Windsor. Charlotte starb, nachdem sie 57 Jahre britische Königin gewesen war, am 17. November 1818 im Kew Palace im Kreise ihrer Kinder.

## Nachkommen
- Georg IV. (1762–1830)

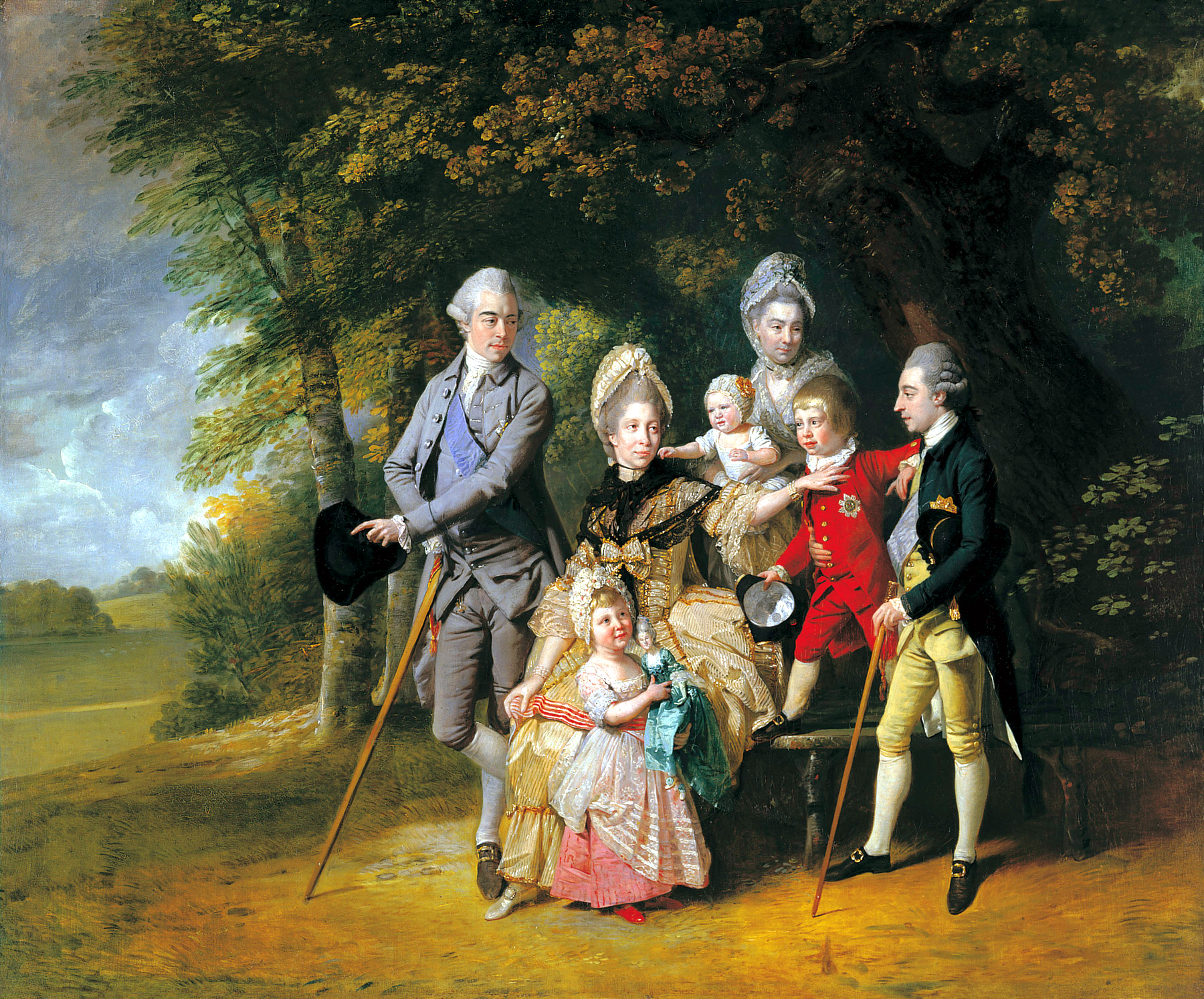
Queen Charlotte mit ihren Kindern und Brüdern, Gemälde von Johann Zoffany, 1771–72

- Friedrich August (1763–1827), Herzog von York und Albany
- Wilhelm IV. (1765–1837)
- Charlotte Auguste (1766–1828) ⚭ 1797 König Friedrich I. von Württemberg (1754–1816)
- Eduard (1767–1820), Herzog von Kent, Vater von Königin Victoria
- Augusta Sophia (1768–1840)
- Elizabeth (1770–1840) ⚭ 1818 Landgraf Friedrich VI. von Hessen-Homburg (1769–1829)
- Ernst August I. (1771–1851), König von Hannover ⚭ 1815 mit Friederike zu Mecklenburg (1778–1841)
- August Friedrich (1773–1843), Herzog von Sussex
- Adolph Friedrich (1774–1850), Herzog von Cambridge
- Maria (1776–1857) ⚭ 1816 Wilhelm Friedrich (1776–1834), Herzog von Gloucester und Edinburgh
- Sophia (1777–1848)
- Octavius (1779–1783)
- Alfred (1780–1782)
- Amalia (1783–1810)

## Nach Königin Charlotte benannt

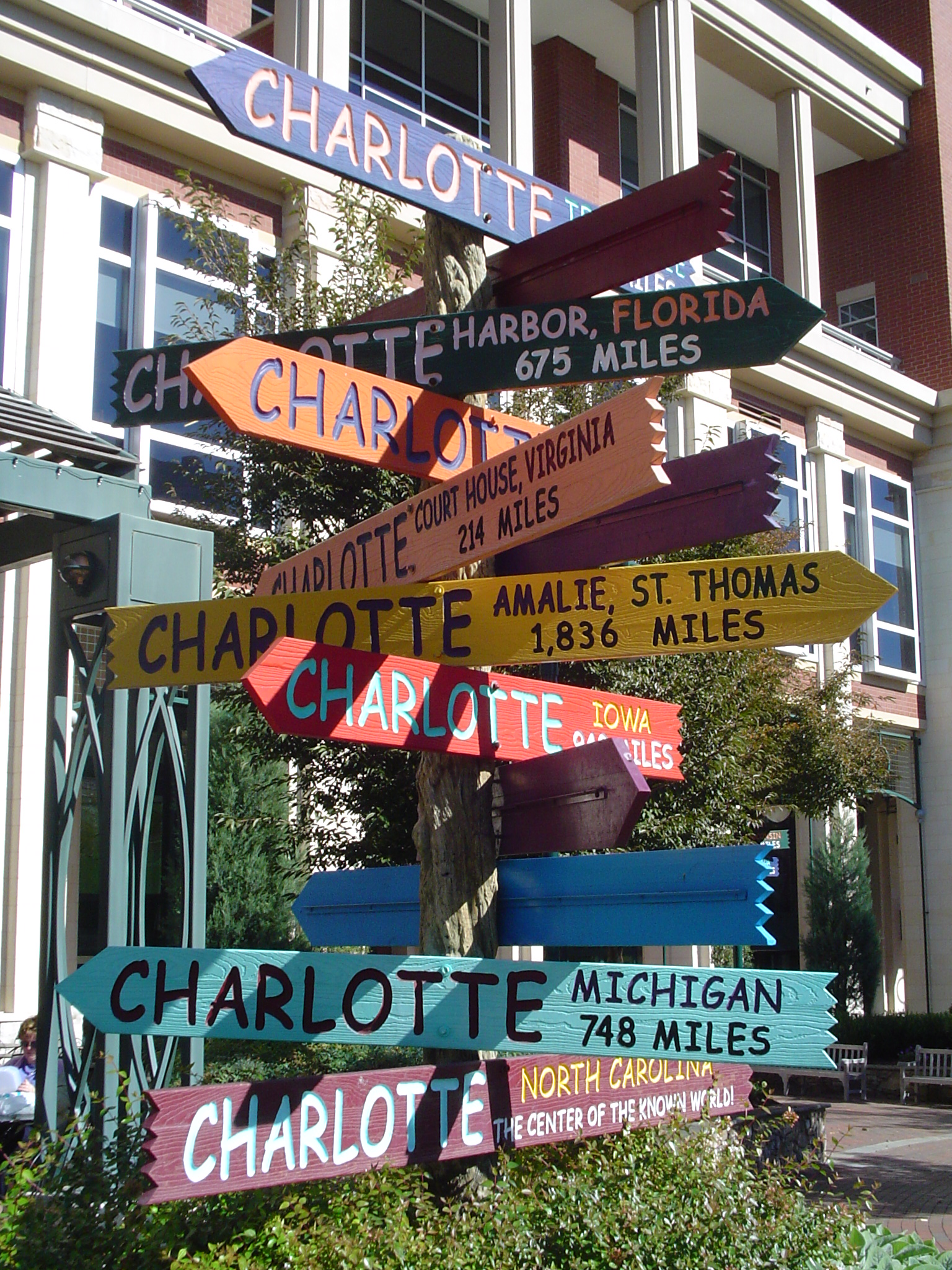
Schilderbaum in Charlotte, North Carolina, der die Entfernung zu anderen Städten namens „Charlotte“ anzeigt.

### Orte
Zu Ehren von Königin Charlotte wurden mehrere Städte, Gemeinden und Landkreise in den britischen Kolonien Nordamerikas nach ihr benannt. Sieben Städte oder Gemeinden in den USA tragen ihren Namen, darunter die 1762 gegründete Stadt Charlotte im US-Bundesstaat North Carolina.
Königin Charlotte ist indirekt auch die Namensgeberin der Queen Charlotte Islands in British Columbia an der Pazifikküste von Kanada, seit 2009 ist der offizielle Name dieser Inseln Haida Gwaii.
Dazu kommen weitere Ortsnamen in anderen ehemaligen britischen Kolonien, so das Fort Charlotte in Kingstown, der Hauptstadt des Karibikstaats St. Vincent.
Des Weiteren wurden die folgenden Städte, Gegenden und Plätze nach ihr benannt:
- Vandalia und Charlotina (von den Briten geplante Kolonien in Nordamerika)
- Mecklenburg County (Virginia)
- Charlotte Hall (Maryland)
- Queensbury (New York)
- Charlottesville, Virginia
- Charlottetown, Prince Edward Island, Kanada
- Mecklenburg County (North Carolina)

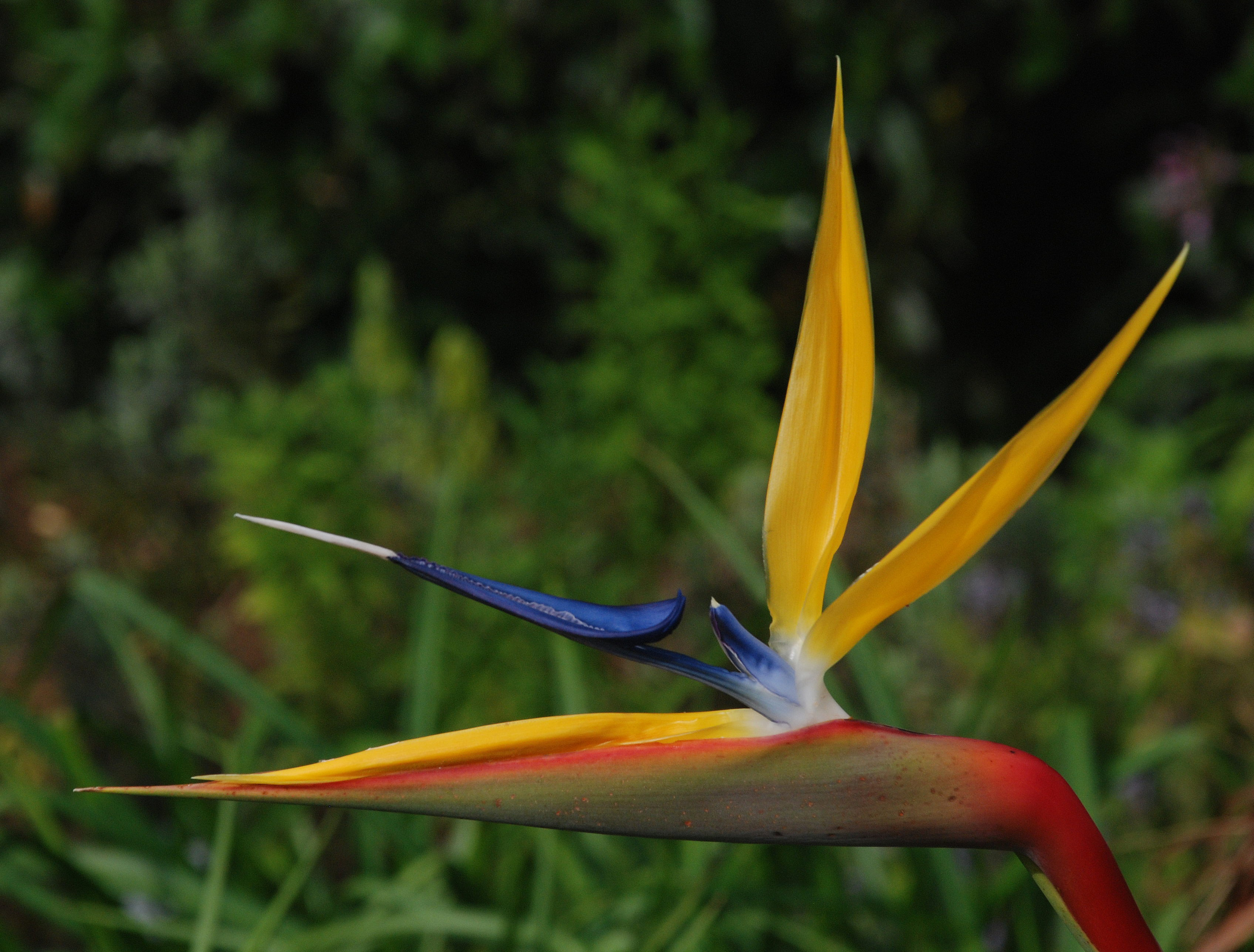
Paradiesvogelblume Strelitzia reginae

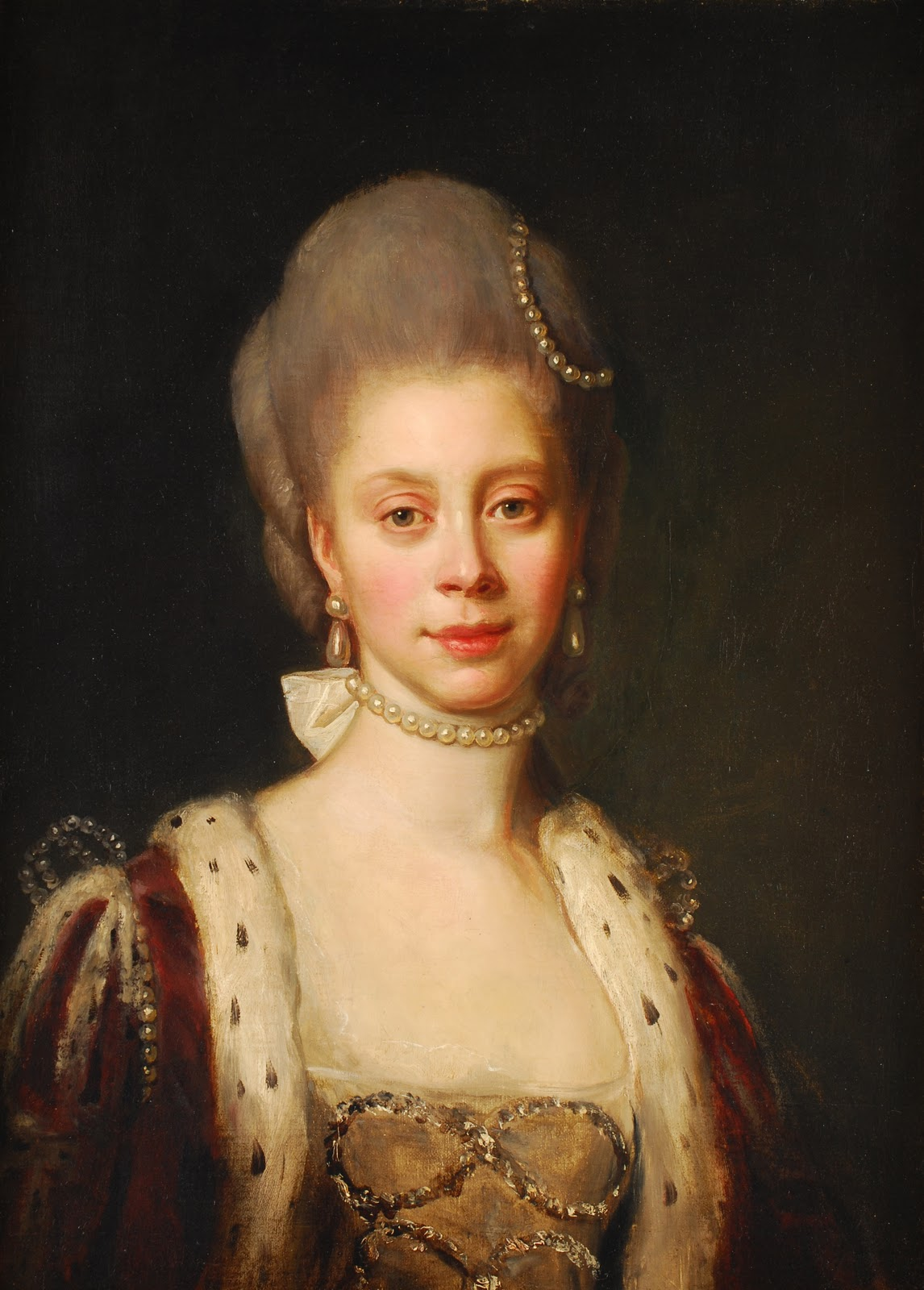
Königin Charlotte. Gemälde von Nathaniel Dance-Holland, 1768

- Port Charlotte, Florida

### Die Strelitzien
Ihren Namen tragen außerdem die Paradiesvogelblumen – die Strelitzien. Diesen Namen erhielten sie noch zu Lebzeiten von Königin Charlotte, 1773, von ihrem Erstbeschreiber William Aiton, dem Leiter des Botanischen Gartens in Kew bei London.

### Weiteres
- Queen Charlotte Sound (Neuseeland)
- Königin-Charlotte-Straße, Meerenge
- Kap Charlotte, Südgeorgien
- Königin Charlotte (Schiff)
- Internationaler Königin Sophie Charlotte Wettbewerb für Violine in Mirow (seit 2004)[4]

## Vorfahren
| Ahnentafel Königin Charlotte von Großbritannien und Irland           | Ahnentafel Königin Charlotte von Großbritannien und Irland                                                                     | Ahnentafel Königin Charlotte von Großbritannien und Irland                                                                     | Ahnentafel Königin Charlotte von Großbritannien und Irland                                                                     | Ahnentafel Königin Charlotte von Großbritannien und Irland                                                                     | Ahnentafel Königin Charlotte von Großbritannien und Irland                                                             | Ahnentafel Königin Charlotte von Großbritannien und Irland                                                             | Ahnentafel Königin Charlotte von Großbritannien und Irland                                                             | Ahnentafel Königin Charlotte von Großbritannien und Irland                                                             |
| -------------------------------------------------------------------- | --- | --- | --- | --- | --- | --- | --- | --- |
| Urgroßeltern                                                         | Herzog Adolf Friedrich I. zu Mecklenburg (1588–1658) ⚭ 1635 Prinzessin Marie Katharina von Braunschweig-Dannenberg (1616–1665) | Herzog Adolf Friedrich I. zu Mecklenburg (1588–1658) ⚭ 1635 Prinzessin Marie Katharina von Braunschweig-Dannenberg (1616–1665) | Graf Christian Wilhelm von Schwarzburg-Sondershausen (1645–1721) ⚭ 1673 Gräfin Antonie Sibylle von Barby-Mühlingen (1641–1684) | Graf Christian Wilhelm von Schwarzburg-Sondershausen (1645–1721) ⚭ 1673 Gräfin Antonie Sibylle von Barby-Mühlingen (1641–1684) | Herzog Ernst von Sachsen-Hildburghausen (1655–1715) ⚭ 1680 Prinzessin Sophia Henriette von Waldeck (1662–1702)         | Herzog Ernst von Sachsen-Hildburghausen (1655–1715) ⚭ 1680 Prinzessin Sophia Henriette von Waldeck (1662–1702)         | Graf Georg Ludwig I. von Erbach (1643–1693) ⚭ 1664 Gräfin Amalia Katharina von Waldeck-Eisenberg (1640–1697)           | Graf Georg Ludwig I. von Erbach (1643–1693) ⚭ 1664 Gräfin Amalia Katharina von Waldeck-Eisenberg (1640–1697)           |
| Großeltern                                                           | Herzog Adolf Friedrich II. zu Mecklenburg (1658–1708) ⚭ 1705 Emilie von Schwarzburg-Sondershausen (1681–1751)                  | Herzog Adolf Friedrich II. zu Mecklenburg (1658–1708) ⚭ 1705 Emilie von Schwarzburg-Sondershausen (1681–1751)                  | Herzog Adolf Friedrich II. zu Mecklenburg (1658–1708) ⚭ 1705 Emilie von Schwarzburg-Sondershausen (1681–1751)                  | Herzog Adolf Friedrich II. zu Mecklenburg (1658–1708) ⚭ 1705 Emilie von Schwarzburg-Sondershausen (1681–1751)                  | Herzog Ernst Friedrich I. von Sachsen-Hildburghausen (1681–1724) ⚭ 1704 Gräfin Sophia Albertine von Erbach (1683–1742) | Herzog Ernst Friedrich I. von Sachsen-Hildburghausen (1681–1724) ⚭ 1704 Gräfin Sophia Albertine von Erbach (1683–1742) | Herzog Ernst Friedrich I. von Sachsen-Hildburghausen (1681–1724) ⚭ 1704 Gräfin Sophia Albertine von Erbach (1683–1742) | Herzog Ernst Friedrich I. von Sachsen-Hildburghausen (1681–1724) ⚭ 1704 Gräfin Sophia Albertine von Erbach (1683–1742) |
| Eltern                                                               | Herzog Karl zu Mecklenburg (1708–1752) ⚭ 1735 Prinzessin Elisabeth Albertine von Sachsen-Hildburghausen (1713–1761)            | Herzog Karl zu Mecklenburg (1708–1752) ⚭ 1735 Prinzessin Elisabeth Albertine von Sachsen-Hildburghausen (1713–1761)            | Herzog Karl zu Mecklenburg (1708–1752) ⚭ 1735 Prinzessin Elisabeth Albertine von Sachsen-Hildburghausen (1713–1761)            | Herzog Karl zu Mecklenburg (1708–1752) ⚭ 1735 Prinzessin Elisabeth Albertine von Sachsen-Hildburghausen (1713–1761)            | Herzog Karl zu Mecklenburg (1708–1752) ⚭ 1735 Prinzessin Elisabeth Albertine von Sachsen-Hildburghausen (1713–1761)    | Herzog Karl zu Mecklenburg (1708–1752) ⚭ 1735 Prinzessin Elisabeth Albertine von Sachsen-Hildburghausen (1713–1761)    | Herzog Karl zu Mecklenburg (1708–1752) ⚭ 1735 Prinzessin Elisabeth Albertine von Sachsen-Hildburghausen (1713–1761)    | Herzog Karl zu Mecklenburg (1708–1752) ⚭ 1735 Prinzessin Elisabeth Albertine von Sachsen-Hildburghausen (1713–1761)    |
| Königin (Sophie) Charlotte von Großbritannien und Irland (1744–1818) | | | | | | | | |